# Nižni Novgorod
Nižni Novgorod [nížni nóvgorod] (rusko Ни́жний Но́вгород, Nížnij Nóvgorod) pogovorno skrajšan na Nižni, je mesto v Rusiji in upravno središče Privolškega zveznega okrožja in regije (oblast) Nižni Novgorod. Od leta 1932 do 1990 je bil znan kot Gorki (Gorький, IPA: [ˈɡorʲkʲɪj]), po pisatelju Maksimu Gorkem, ki se je tam rodil
Stoji ob sotočju rek Oke in Volge in je bilo ustanovljeno leta 1221. Prvotno se je imenoval samo Novgorod ('novo mesto'), a da bi ga razlikovali od drugega, starejšega in dobro znanega Novgoroda - Velikega Novgoroda na zahodu, se je mesto običajno imenovalo 'Novgorod spodnjih dežel' - Nižni Novgorod. 
Nižni Novgorod je z 1.278.803 prebivalci (po popisu leta 2010) četrto največje mesto v Rusiji. V njegovem metropolitanskem območju živita dva milijona ljudi.

## Zgodovina
Veliki knez Jurij Vsevolodovič je ustanovil mesto leta 1221 kot veliko utrdbo na obeh rekah zaradi zaščite meje. Mestna trdnjava kremlja je izkoriščala naravni jarek, ki sta ga tvorili reki.
Ker je ležal Nižni Novgorod na vzhodni meji Ruskega carstva in bil do 17. stoletja predstraža Moskovske kneževine, je postal glavno križišče evropskega dela Rusije.
Leta 1612 se je obrambna ljudska vojska iz Nižnega Novgoroda združila s Kozmo Mininom. Pod poveljstvom kneza Dimitrija Požarskega je pregnala sicer zelo močne poljske oborožene skupine poljskega kralja Sigismunda III. Wase. Z njeno pomočjo je leto kasneje 7. februarja 1613 prišel na oblast car Mihail Fjodorovič Romanov, prvi vladar iz vladarske hiše rodbine Romanovih, tedaj še šestnajstletni neknežji bojar. 
Leta 1932 je Stalin mesto preimenoval v Gorki v čast pisatelja in svojega prijatelja Maksima Gorkega, ki se je rodil tu leta 1868. Mestu so povrnili prvotno ime leta 1991. Nižni Novgorod je bil za tujce v 30. letih 20. stoletja zaprt zaradi tajnih vojaških raziskav v mestu.

## Glavne znamenitosti
Večji del mesta je zgrajen v neoruskem in Stalinovem slogu. Prevladujoča značilnost obrisa mesta je veliki Nižnenovgorodski kremelj (1500–1511) s stolpi iz rdeče opeke. Po boljševiškem opustošenju je edina starodavna zgradba, ki je ostala v kremeljskem obzidju, s šotoru podobno streho, stolnica nadangela Mihaela (1624–1631), prvič zgrajena v kamnu v 13. stoletju.
V mestu je več kot 600 edinstvenih zgodovinskih, arhitekturnih in kulturnih spomenikov. V Nižnem Novgorodu je približno 200 občinskih in regionalnih umetnostnih in kulturnih ustanov. Med temi institucijami je osem gledališč, pet koncertnih dvoran, 97 knjižnic (s podružnicami), 17 filmskih gledališč (vključno s petimi za otroke), 25 ustanov za izbirno izobraževanje otrok, osem muzejev (16 vključuje podružnice) in sedem parkov.

### Verske stavbe
Pomembni stavbi sta dva velika srednjeveška samostana. V Pečerskem vnebovzetju je asketska stolnica s petimi kupolami (1632) in dve redki cerkvi s šotorsko streho iz leta 1640. Samostan Marijinega oznanjenja, ki je prav tako obdan z močnim obzidjem, ima še stolnico s petimi kupolami (1649) in cerkev Marijinega vnebovzetja (1678). Edina zasebna hiša, ohranjena iz tiste epohe, je nekoč pripadala trgovcu Pušnikovu.
Najbolj izvirne in čudovite cerkve v mestu so postavili Stroganovi v baročnem slogu. Od tega cerkev Marijinega rojstva (1719) krasi eno osrednjih ulic, medtem ko je cerkev Matere Gospe Smolenske (1694–97) v nekdanji vasi Gordejevka (zdaj del mestnega jedra) Kanavinski okrožje), kjer je nekoč stala palača Stroganov.
Druge pomembne cerkve vključujejo:
- Cerkev Kristusovega spreobrnjenja, ogromna stavbas kupolami, zgrajena na mestu velikega sejma po zasnovi v slogu empir, ki sta jo leta 1822 oblikovala Agustín de Betancourt in Auguste de Montferrand;
- Cerkev Aleksandra Nevskega, zasnovana v neoruskem slogu in zgrajena med letoma 1856 in 1880 na rtu sotočja Oke in Volge. Je tretja najvišja cerkev v Rusiji;
- Cerkev Marijinega rojstva. Ena najlepših cerkva v mestu. Zgrajena je bila 1696–1719 s sredstvi trgovca Grigorija Stroganova. Je eden najboljših primerov Stroganovega sloga. Cerkev stoji v ulici Rozhdestvenskaja;
- nedavno obnovljena cerkev Marijinega rojstva Janeza predhodnika (1676–83), ki stoji tik pod kremeljskim obzidjem; v sovjetskem obdobju so jo uporabljali kot stanovanjsko hišo;
- župnijska cerkev Svetih žena (1649) in svetega Elije (1656);
- cerkev Marijinega vnebovzetja na griču svetega Ilije (1672) s petimi kupolami iz zelenih ploščic, razporejenih neortodoksno na vzvišeno križno oblikovano banjasto streho;
- svetišče starovercev na pokopališču Bugrovskoe, postavljeno v 1910-ih po zasnovi Vladimirja Pokrovskega;
- lesena kapelica (1660), ki se je s podeželja pripeljala v Nižni Novgorod.

Na trgu Senaja je tudi mošeja, kamor muslimansko prebivalstvo mesta hodi na petkove molitve in islamske dejavnosti, ki jih organizira mošeja. Obstaja tudi majhna trgovina za nakup halal mesa. Večina muslimanov v tem mestu so Tatari.
Središčno nameščena sinagoga je bila zgrajena v letih 1881–1883; zapuščena v sovjetski dobi, je bil leta 1991 obnovljena in ponovno odprta.

## Transport
Mestni promet predstavljajo mestni avtobusi, taksiji na fiksnih linijah, tramvaji, trolejbusi, mestni električni vlak (3 liniji) in podzemna železnica (2 liniji). Podzemna železnica in električni vlak se delno dopolnjujeta in imata skupno prestopno vozlišče na moskovski železniški postaji. Prvi tramvaj je zapeljal 8. maja 1896, istega leta sta zagnali 2 mestni vzpenjači, prvi mestni avtobus je zagnal leta 1927, prvi trolejbus je zagnal 27. junija 1947, metro pa 20. novembra, 1985.

## Mednarodni odnosi

### Pobratena mesta
Nižhni Novgorod je oobraten z:
- Bălți, Moldavija
- Dobrič, Bolgarija
- Essen, Nemčija
- Győr, Madžarska
- Hefei, Kitajska
- Heraklion, Grčija
- Jinan, Kitajska
- Linz, Avstrija
- Matanzas, Kuba
- Minsk, Belorusija
- Novi Sad, Srbija
- Filadelfija, ZDA
- Sant Boi de Llobregat, Španija
- Suhumi, Gruzija
- Suwon, Južna Koreja
- Tampere, Finska

## Znamenite osebnosti rojene v Nižnem Novgorodu
- Nikolaj Nikolajevič Bogoljubov (1909–1992) - fizik in matematik,
- Nikolaj Aleksandrovič Bulganin (1895–1975) - politik in maršal Sovjetske zveze.